# Fräulein Doktor
Fräulein Doktor ist ein italienisch-jugoslawisches Spionagefilmdrama von Alberto Lattuada mit Suzy Kendall als titelgebende deutsche Meisterspionin im Ersten Weltkrieg.

## Handlung
Die Geschichte von Fräulein Doktor spielt an mehreren Frontabschnitten im Ersten Weltkrieg und erzählt von den unablässigen Bemühungen einer jungen deutschen Spionin, zum Wohle des Vaterlands, für Kaiser und Reich, zu dienen. „Fräulein Doktor“, das ist eine namentlich nicht näher benannte junge deutsche Frau, die in den Jahren 1916 bis 1918 die Grauen des Kriegs an der Westfront erlebt. Was aber kaum jemand, von ihren Auftraggebern einmal abgesehen, ahnt, ist, dass sie als Spionin für den kaiserlichen Nachrichtendienst arbeitet und in dessen Auftrag britische, französische und belgische Pläne ausspionieren und dadurch die Absichten des Feindes torpedieren soll. Ihr Meisterstück liefert Fräulein Doktor mit einem wagemutigen Präventivschlag gegen die britische Marine vor Scapa Flow und, wie man in einer Rückblende zu sehen bekommt, dem Diebstahl einer von der französischen Wissenschaftlerin Dr. Saforet entwickelten Senfgasformel, die auf dem Schlachtfeld gegen ihre Erfinder, die Briten und Franzosen, eingesetzt werden soll. Wie in diesem Fall geht sie sogar mit vollem Körpereinsatz vor: Um in den Besitz der enorm wichtigen Formel zu kommen, liefert sich Fräulein Doktor sexuell dieser lesbischen Wissenschaftlerin aus…
Zu Beginn des Films führt die Deutsche im Jahre 1916 ein wichtiger Auftrag an der Seite von zwei Mitstreitern mit einem U-Boot zu der britischen Marinebasis in Scapa Flow. Doch die Briten, angeführt vom „alten Hasen“ Colonel Foreman, erwarten die Deutschen bereits, um sie gebührend in Empfang zu nehmen. Während die zwei Männer in Foremans Hände geraten, kann Fräulein Doktor ihm entwischen. Foreman täuscht die Hinrichtung des einen Deutschen vor, um dadurch den Druck auf den anderen Gefangenen, Meyer, zu erhöhen. Ihm werde, so Foreman, dasselbe Schicksal ereilen, sollte er nicht mit den Briten kollaborieren. Foreman erhofft sich dadurch, der entkommenen Deutschen doch noch habhaft zu werden. Meyer weiß lediglich ihren Decknamen: „Fräulein Doktor“. Diese bezirzt derweil einen britischen Wäschereiangestellten, um herauszufinden, mit welchem Schiff der britische Seelord Herbert Kitchener zum Kriegsalliierten Russland aufbrechen will. Mit den erlangten Informationen, die sie an ein deutsches U-Boot weitergeben kann, wird das mit Kitchener an Bord auslaufende Schiff HMS Hampshire kurz nach dem Auslaufen aus Scapa Flow versenkt. Fräulein Doktor erhält für diese Information den Pour le Mérite.
Meyer kehrt derweil nach Berlin zurück und umgarnt seine dort angekommene Kollegin, um seiner Mission im Auftrag des britischen Feindes nachzukommen. Doch die deutsche Abwehr misstraut ihrem eigenen Agenten, dessen Flucht aus englischem Gewahrsam sie nicht so recht glauben mag. Um Meyer mit falschen Informationen zu „füttern“, lässt die deutsche Seite ihn die morphinsüchtige Agentin „vergiften“ und präsentiert ihm ihre Leiche. Dann lässt man ihn nach England „entkommen“, damit dieser seinem Auftraggeber Colonel Foreman Rapport melden kann. Der vorgetäuschte Tod von Fräulein Doktor ermöglicht der deutschen Spitzenagentin, eine neue Geheimmission anzutreten, die sie mitten ins Kriegsgebiet nach Belgien führt. Vor Ort soll sie, mit neuer Identität als spanische Gräfin ausgestattet, alliierte Verteidigungspläne herausfinden, die angesichts einer anstehenden deutschen Militäroffensive entwickelt wurden. Dazu rekrutiert Fräulein Doktor nunmehr als neutrale Spanierin vor Ort in Spanien einige einheimische Damen, die in einem Lazarett nahe der deutsch-alliierten Front ihren Dienst verrichten wollen. Mit ihren spanischen Krankenschwestern und einigen deutschen Offizieren, die sich als Belgier ausgeben, durchquert sie von Spanien aus das feindliche Frankreich. Die falschen Belgier sollen das belgische Armeehauptquartier infiltrieren, um vor Ort strategische Planungen der Kriegsgegner auszukundschaften.
Derweil plagen Col. Foreman Zweifel, ob das „Fräulein Doktor“ wirklich tot ist. Er bereist die belgisch-französisch-deutschen Frontlinien mit ihren endlosen Schützengrabensystemen, wo selbst Hunde und Pferde Gasmasken tragen, und taucht, mit Meyer an seiner Seite, eines Tages im selben Armeehauptquartier auf, in denen auch die deutschen Agenten untergekommen sind. Als diesen Männern gelingt, die alliierten Pläne zu stehlen, kommt es zu einem Schusswechsel mit alliierten Wachleuten. Einer der Deutschen kann jedoch entkommen, woraufhin der deutsche Angriff auf den Feind ein voller Erfolg wird. Foreman steht jetzt zum ersten Mal Fräulein Doktor, von Meyer identifiziert, Auge in Auge gegenüber. Doch sein Triumph währt nicht lang, als Meyer sich seiner patriotischen Pflicht erinnert und Foreman erschießt. Da greifen bereits deutsche Einheiten an und überrennen das alliierte Hauptquartier. Dabei kommt auch Meyer ums Leben. Fräulein Doktor, die jetzt erstmals die ganzen Schreckens eines Krieges hautnah zu spüren bekommt und auch sieht, wie das von den eigenen Soldaten eingesetzte Giftgas Soldaten hüben wie drüben elendig verrecken lässt, taumelt wie in Trance an der Seite ihrer Leute von diesem Ort des Schreckens und des Massensterbens fort. Die sonst so abgebrühte deutsche Meisterspionin erleidet daraufhin erstmals einen Nervenzusammenbruch. Dann verschwindet sie ebenso plötzlich im Nebel der Geschichte wie sie aus selbigem einst aufgetaucht war.

## Produktionsnotizen
Fräulein Doktor wurde 1967/68 in Jugoslawien auf Englisch gedreht und kam am 24. Januar 1969 in die italienischen Kinos. Deutschlandpremiere war am 3. April 1969. Am 30. September 1992 wurde dieser Film erstmals im deutschen Fernsehen ausgestrahlt.
Die Filmbauten entwarf Mario Chiari, die musikalische Leitung hatte Bruno Nicolai.

## Historischer Hintergrund
Mit dem „Fräulein Doktor“ im Film war in Wirklichkeit Elsbeth Schragmüller (1887–1940) gemeint; diese hatte ihren akademischen Abschluss in Staatswissenschaften gemacht und war während des Ersten Weltkrieges die Leiterin der deutschen Spionageabteilung gegen Frankreich im Nachrichtendienst der Obersten Heeresleitung gewesen. Der Film, keine Biografie im eigentlichen Sinne, streift frei Passagen ihres Lebens, lässt aber, anders noch als die romantisierende Bearbeitung desselben Filmstoffs über 30 Jahre zuvor durch G. W. Pabst, Mademoiselle Docteur, auch die Grauen des Krieges nicht beiseite.

## Weitere Verfilmungen dieses Stoffs
- Stamboul Quest, US-amerikanischer Film von 1934 mit Myrna Loy als „Fräulein Doktor“
- Mademoiselle Docteur, französischer Spielfilm von 1937 mit Dita Parlo
- Mademoiselle Docteur, auch bekannt als Under Secret Orders, die britische Fassung des französischen Films, erneut mit Dita Parlo

## Kritiken
„Die seltsame aber allgemein faszinierende Geschichte Fräulein Doktor … wird Sie überraschen. (…) Fußend auf ein reales Spionagekapitel aus dem Ersten Weltkrieg, entwickelt der Film einen verwirrenden Katz-und-Maus-Thriller über Spionage und Gegenspionage. (…) Sein Höhepunkt ist ein alptraumhaftes Kriegsspektakel – ein Giftgasangriff im Niemandsland – der Sie kerzengerade in Ihrem Kinosessel sitzen lässt. Die zentrale Figur dieses Films ist eine von Suzy Kendall gespielte deutsche Superagentin, die bis zum Schluss ein Rätsel bleibt. Wer ist diese junge Frau und was waren ihre Beweggründe und ihre wirklichen Gefühle? Dies ist die Schwachstelle des Films und zwar eine besonders große. Ansonsten … ist der Film clevere Unterhaltung und eine fesselnde Evozierung des Krieges als das tödlichste aller Spiele.“

„Raffiniert konstruierter Agententhriller, der durch handwerkliche Solidität überzeugt, ansonsten eher anspruchslos unterhält. Inszeniert von dem früheren Neorealisten Alberto Lattuada.“

„Ziemlich bedrückendes, internationales Actionmelodram.“

„Große Besetzung und Budget in einem wenig gesehenen, europäischen Antikriegsfilm, der sich mit der Laufbahn einer wahren Doppelagentin [sic!] während des Ersten Weltkriegs befasst. Einige der Schlachtenbilder sind eindrucksvoll.“